# Роберт Мак-Намара
Ро́берт Стре́йндж Мак-Нама́ра (англ. Robert Strange McNamara; 9 червня 1916, Сан-Франциско, Каліфорнія — 6 липня 2009, Вашингтон) — американський політик і державний діяч, фінансист та підприємець; колишній міністр оборони США, один з ідеологів війни у В'єтнамі.
Народився 1916 року; 1937 року закінчив Каліфорнійський університет за фахом «Економіка», а за два роки отримав ступінь магістра в Гарварді. 1946 року Мак-Намара розпочав працювати в автомобільній компанії «Ford Motor Company», 1960 року став її президентом.
Вже 1961 року став міністром оборони США за пропозицією Джона Кеннеді і залишався на цій посаді до 1968 року. Мак-Намара був очільником Пентагону довше, ніж хто-небудь з моменту заснування цієї посади 1947 року.
Залишивши міністерський пост, Мак-Намара протягом 13 років очолював Світовий банк. З 1981 року, коли на посаді президента цієї організації його змінив Алден Клаузен, Мак-Намара очолював і консультував різні державні й приватні компанії.
Поразка США у В'єтнамі і вкрай негативне сприйняття цієї війни американцями наклала відбиток на все подальше життя Мак-Намари — попри всю його подальшу роботу його запам'ятали саме як головного ідеолога цієї війни.
1995 року Мак-Намара видав мемуари під назвою «Погляд в минуле» (англ. In Retrospect), а 2003 року режисер Еррол Морріс (Errol Morris) зняв про нього документальний фільм «Туман війни: Одинадцять уроків з життя Роберта Мак-Намари» (англ. The Fog of War: Eleven Lessons from the Life of Robert S. McNamara), який був удостоєний премії «Оскар».